# ويليام بارتون (محامي)
ويليام بارتون (بالإنجليزية: William Barton)‏ هو محامي أمريكي، ولد في 11 أبريل 1754 في الولايات المتحدة، وتوفي بنفس المكان في 21 أكتوبر 1817.